# Садзиковский, Данель
Данель Садзиковский (пол. Daniel Sadzikowski; род. 20 января 1994, Хшанув) — польский шахматист, гроссмейстер (2017).
В 2001 году завоевал титул чемпиона Польши среди дошкольников (турнир для детей до 7 лет). В последующие годы неоднократно выступал в национальных соревнованиях среди юниоров в различных возрастных категориях. Лучшие результаты: 1 место (2004) и 3 место (2003), обе в категории до 10 лет.
В 2011—2012 гг. становился чемпионом Европы среди юношей до 18 лет в команде.
Участник двух чемпионатов Европы (2015, 2017) и ряда других национальных и международных турниров.
Наивысшего рейтинга достиг 1 августа 2017 года, с отметкой 2594 пункта занимал 13 позицию в рейтинг-листе польских шахматистов.

## Спортивные результаты
| Год       | Город                     | Турнир                                                    | + | − | = | Результат | Место |
| --------- | ------------------------- | --------------------------------------------------------- | - | - | - | --------- | ----- |
| 2010      | Святые Константин и Елена | «4th open VARNA»                                          | 5 | 1 | 3 | 6½ из 9   | [ 3 ] |
|           | Вроцлав                   | «V Miedzynarodowy Turniej Klubu Polonia Wroclaw — OPEN A» | 4 | 2 | 3 | 5½ из 9   | [ 4 ] |
| 2011/2012 | Краков                    | «XXII International Chess Festival CRACOVIA 2011, Open A» | 5 | 2 | 2 | 6 из 9    | [ 5 ] |
| 2015      | Фано                      | «FE 4 Mare di Fano»                                       | 5 | 1 | 3 | 6½ из 9   | [ 6 ] |
| 2016/2017 |                           | «2. Bundesliga Süd»                                       | 3 | 1 | 5 | 5½ из 9   | [ 7 ] |
| 2017      | Минск                     | Чемпионат Европы                                          | 3 | 2 | 6 | 6 из 11   | [ 8 ] |
|           | Варшава                   | «MetLife Warsaw Najdorf Chess Festiwal Gr. A»             | 4 | 0 | 5 | 6½ из 9   | [ 9 ] |

## Изменения рейтинга
| Графики недоступны из-за технических проблем. См. информацию на Фабрикаторе и на mediawiki.org. |